# Glikolnukleinsav

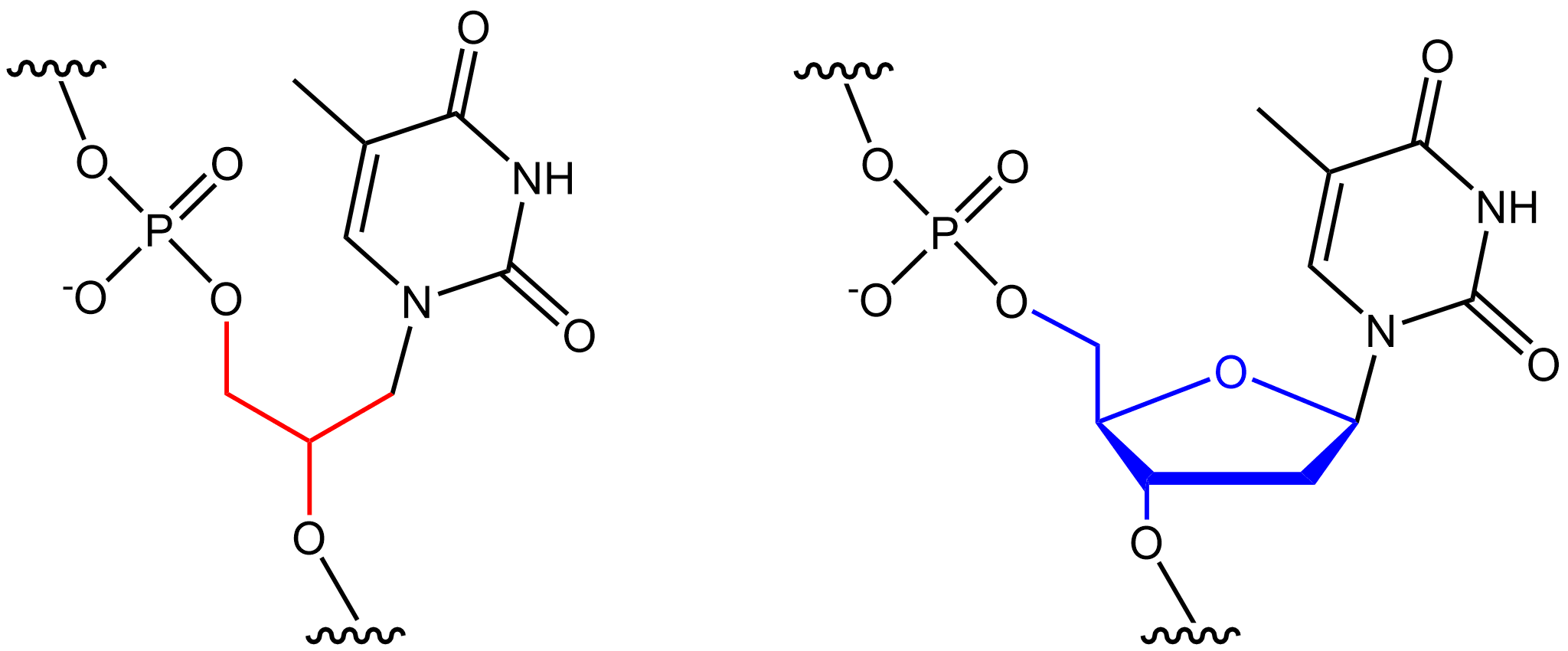
A GNS (piros) és a DNS (kék) timinnukleotid-vázának összehasonlítása

A glikolnukleinsav (GNS), más néven glicerin-nukleinsav a DNS-hez és az RNS-hez hasonló nukleinsav, mely a cukor-foszfodiészter vázában tér el – propilénglikolt használ ribóz vagy dezoxiribóz helyett. A GNS kémiailag stabil, de természetben nem ismert. Azonban egyszerűsége miatt szerepet játszhatott az élet evolúciójában.
A 2,3-dihidroxipropilnukleozid-analógokat először Ueda et al. állították elő 1971-ben. Seita et al. 1972-ben kiderítették, hogy ezen analógok foszfátkötött oligomerjei oldatban hipokrómosságot mutatnak RNS és DNS jelenlétében. A polimerek előállítását később Cook et al. írták le 1995-ben és 1999-ben, valamint Acevedo és Andrews 1996-ban. Azonban a GNS–GNS párosodást csak Zhang és Meggers írták le 2005-ben. A GNS-duplexek kristályszerkezeteiről később Essen és Meggers számoltak be.
A DNS-nek és az RNS-nek dezoxiribózból, illetve ribózból áll a váza, míg a GNS-é foszfodiészter-kötésekkel összekapcsolt ismétlődő glikolegységekből. Ez csak 3 szénatomot tartalmaz, mégis Watson–Crick-bázispárosodást mutat. Ez sokkal stabilabb a GNS-ben, mint a DNS-ben vagy az RNS-ben – a GNS-duplex olvadásához magasabb hőmérséklet kell. Feltehetően ez a legegyszerűbb nukleinsav, így az RNS feltételezett prekurzorának is tekinthető.

## Tulajdonságai
A GNS 3’–2’-kötött vázzal rendelkező xenonukleinsav, a legegyszerűbb ismert foszfodiészter-alapú nukleinsav.
A csak adenint vagy timint tartalmazó (S)-GNS-oktadekamerek stabil N- vagy M-típusú antiparallel duplexeket alkotnak, olvadási hőmérsékletük 63 °C (336 K). Ezenkívül ezek könnyen alkotnak négyes hélixeket, ezek olvadási hőmérséklete több mint 70 °C (343 K), szemben a DNS-négyeshélix 37 °C-ával (310 K). Ezenkívül az alacsony GC-tartalmú RNS-ekkel stabil heteroduplexeket alkothat az (S)-GNS. Az (R)-GNS nem alkot duplexet RNS-sel.
A GNS-ben a timin 5-metilcsoportja a kis bemélyedés felé mutat, és az izoguanin-izocitozin bázispárt használó GNS stabilabb, mint a guanin-citozin párt tartalmazó. Az izonukleotidokat tartalmazó GNS javítja továbbá az ESC+ GalNAc-siRNS-ek farmakodinamikai aktivitását in vitro egerekben a jobb belső aktivitás és a nukleolitikus bontásra való kisebb érzékenység miatt.

### Kötéslétesítés más nukleinsavval
A DNS duplexet tud alkotni GNS-sel, azonban a DNS stabilitását a benne lévő GNS-oligomerek csökkentik. A Bst DNS-polimeráz képes DNS-t GNS-templáttal előállítani. Ez azt jelenti, hogy nem kell stabil heteroduplex képzése két nukleinsavrendszer közti információátvitelhez.
Az (S)-GNS-ben fordulatonként 16 nukleotid van, több, mint a B-DNS-ben lévő 10 vagy az A-DNS-ben lévő 12. A szomszédos bázispárok távolsága 3,4 Å a hexóznukleinsavakhoz hasonló váz-bázis inklináció (42–50°) miatt, szemben a B-DNS-ben lévő 0°-kal.
A GNS-trifoszfátokat a DNS-polimerázok, például a Therminator felhasználhatják, DNS-templátra helyezve 2 GNS-trifoszfátot, de a hatékonyság gyorsan csökken 5 GNS-sel, és a pirimidin-GNS gyengén köt a polimerázhoz.

### Változatok
A GNS foszforotioát-analógjáról (PS-GNS) 2018. július 9-én számoltak be Agnieszka Tomaszewska-Antczak és társai, ezt (R)-(+)- és (S)-(-)-glicidolból előállított árnyékolt enantiomertiszta GNS-nukleozidokból állították elő 3'-O-DMT-védett 2-tio-4,4-pentametilén-1,3,2-oxatiafoszfolánszármazékon keresztül. Ezek használhatók lehetnek az RNSi-mediált géncsendesítés vizsgálatában, noha általában a foszforotioát-módosítás csökkenti a hőstabilitást a kénre jutó nagyobb negatív töltés miatt.
Ismertek a GNS aminopropil-változatai, ennek polimerázkompatibilitását azonban nem vizsgálták 2009-ig.
N2’→P3’ foszforamidát-kötést tartalmazó GNS-analógokat vizsgáltak lehetséges alternatív genetikai rendszerként, e vegyületek siRNS-duplexekben használva növelték az in vivo hatékonyságot.

## Szerepe az élet eredetében
Egyes elméletek szerint az élet eleinte egyszerű nukleinsavakból, például glikolnukleinsavból állt. Míg a fokozatos, folyamatos p-RNS–RNS átmenet nem volt lehetséges, mivel a p-RNS nem alkot kettős hélixet RNS-sel, ez a TNS és GNS közti átmenet esetén nem állt fenn.
Az RNS előtti világról szóló egyik elmélet szerint az RNS-világ elődje RNS-szerű nukleinsavakból állt, például GNS-ből vagy TNS-ből. Ehhez – akárcsak az RNS-világ előtti nem RNS-szerű anyagokból álló élethez is – szükséges volt a heteropolimerek kialakulása.

## Lehetséges alkalmazásai

### Az orvostudományban
(S)-GNS-oligonukleotidokat feltehetően RNS-terápiás szerekhez lehet használni azok biztonságosságának javításához változatlan hatás mellett például familialis hypercholesterinaemia vagy atherosclerotikus cardiovascularis betegség esetén. Ezenkívül a GNS-oligonukleotidokat in vitro tolerálják mindkét szál magi régiói, subcutan injekció után pedig fennmarad hatáserősségük. Több GNS-t is használó RNSi-t már klinikailag vizsgálnak.
A GNS-t más XNS-ekhez hasonlóan nem bontják a nukleázok, ezért tudományos kísérletekben ígéretes célpont lehet.

### Szenzorként
Pirén-acetilideket és hidroxipiridonokat tartalmazó glikolnukleinsav-duplexek használhatók Cu2+-érzékelésre fluoreszcenciaészleléssel. E duplexek nem stabilak Cu2+ hiányában.

## Fordítás
Ez a szócikk részben vagy egészben  a   Glycol nucleic acid című angol Wikipédia-szócikk ezen változatának fordításán alapul.  Az eredeti cikk szerkesztőit annak laptörténete sorolja fel. Ez a jelzés csupán a megfogalmazás eredetét és a szerzői jogokat jelzi, nem szolgál a cikkben szereplő információk forrásmegjelöléseként.